# 东湖新村
位于广州的东湖新村，是中国自1978年改革开放以来的第一个商品房项目、第一个引进外资发展房地产的项目、和第一个实施物业管理的住宅小区。东湖新村是由原广州市东山区引进外资住宅建筑指挥部与香港宝江发展有限公司共同联合兴建。
东湖新村的招商引资合作发展模式，突破了改革开放初期历史遗留下来的条条框框，为后来蓬勃发展的中国房地产产业提供了多方位而有力的带头示范作用。

## 歷史
东湖新村是由广州市东山区引进外资住宅建筑指挥部（後发展为為东华实业公司）与香港宝江发展有限公司共同联合兴建，于1979年10月15日下午在广州北苑酒家举行签约仪式。正式签约之前，为了摸索出一种双方都能接受的互利合作方式，双方都经过了颇为漫长而曲折的谈判协商过程。原东山区當局通过了一度惊动中央的重重辩论和审批後，为此成立了引進外資住宅建設指揮部，東山區房管局負責人李慶符主持了長達半年与港商的曲折談判。
东湖新村位于广州市的东山湖公园（俗称东湖公园）西侧，原是一片臭水塘。按照穗港雙方合同，东山区提供土地，负责三通一平（通水、通电、通路和场地平整）和其他市政建设，宝江则提供资金、建筑设计和技术。香港發售時約為港幣2500元/平方米（當時100港元約兌30元人民幣），一推出就被搶購一空。有大量香港人有親戚在廣州，希望在廣州置業解決親人的住屋問題，還有部分人要到廣州做生意用以自住。當時一位香港人一口氣買下十套給廣州親戚居住。餘下有近2萬平方米分配予東山區拆遷戶，另外2萬多平方米在內地市場發售，售價為人民幣700元/平方米，成為國內第一批商品房。1982年，東湖新村第一批面向內地市場的商品房出售，開盤不久就被各大單位搶購一空，像當時的經貿大企業外輪供應公司、華僑公司都是整棟購入。
1979年12月21日，东湖新村打下第一根桩。1981年4月，东湖新村第一批1至5栋楼宇竣工验收交付使用。1981年5月，东湖新村成立中国大陆第一个住宅小区物业管理处。1982年底，东湖新村基本建成。
項目由香港著名建築設計師李允鉌擔任總設計師，他也是参与了合作谈判的宝江公司董事之一。總體佈局為「周邊式雙層面加複式」設計。「周邊式」即是採用建築四面圍合，中間留出廣闊空間做園林綠化；「雙層面」即地面首層做商舖或其他用途，而住宅首層實際從二樓開始。屋苑內所有樓宇都由設在第二層的連廊平台相連，這樣不僅使人流得以分散，也增加了小區內活動和交往空間。二層走廊到地面的通道設計設有多種平緩的梯級及緩坡，後者方便坐輪椅的長者。此外，每棟樓的樓梯背面都有一部小電梯，方便1980年代初的家庭運煤運米。
全部建成後，东湖新村总用地面积31200平方米，总建筑面积76000平方米，其中包括2个近万平方米的园林，小区内有二十五幢八层住宅楼宇（后来又有两幢十六层电梯住宅楼宇），是当时中国最大型最豪华的花园小区。從东湖新村的整体建筑設計规划来看，明显地受到当时香港成熟的同类大型住宅小区如美孚新村等的影响，但楼宇高度则较低。
东湖新村项目不但引进了外资，而且引进了当时先进的住宅小区建筑设计和物业管理的理念，作出了符合当时国情的具体实现。从此，“商品房市场”这个当时陌生的社会经济概念随着东湖新村这个成功范例的诞生逐渐地影响了全国，成为了改革开放初期的一个重要里程碑。